# Galindo y Perahuy
Galindo y Perahuy es un municipio y localidad española de la provincia de Salamanca, en la comunidad autónoma de Castilla y León. Se integra dentro de la comarca del Campo de Salamanca (Campo Charro). Pertenece al partido judicial de Salamanca.
Su término municipal está formado por las localidades de El Encinar, Escobos, Galindo y Perahuy, La Rad, Miranda de Pericalvo, San Benito de la Valmuza, Campo Charro, Pericalvo y Torre de Martín Pascual, además de por los despoblados de Santo Tomé de Colledo y San Justo de Valmuza, ocupa una superficie total de 44,14 km² y según los datos demográficos recogidos por el INE en el año 2017, cuenta con 703 habitantes.

## Geografía
El término municipal de Galindo y Perahuy se sitúa en la parte oriental del Campo de Salamanca (penillanura central de la provincia de Salamanca) y es atravesado por el arroyo de la Valmuza y su afluente izquierdo, el regato de la Ribera, que pasa por el centro del municipio dirección norte, testigos de periodos mucho más húmedos. La altitud oscila entre los 843 metros al sur y los 790 metros a orillas del arroyo. El pueblo se alza a 797 metros sobre el nivel del mar y se sitúa a 25 kilómetros de la capital provincial. El municipio está atravesado por la Autovía de Castilla (A-62) entre los pK 253 y 256. 
| Noroeste: Rollán               | Norte: Carrascal de Barregas (exclave) y Parada de Arriba | Nordeste: Parada de Arriba                         |
| Oeste: Barbadillo              |                                                           | Este: Doñinos de Salamanca y Carrascal de Barregas |
| Suroeste: Calzada de Don Diego | Sur: Carrascal de Barregas                                | Sureste: Carrascal de Barregas                     |

## Historia

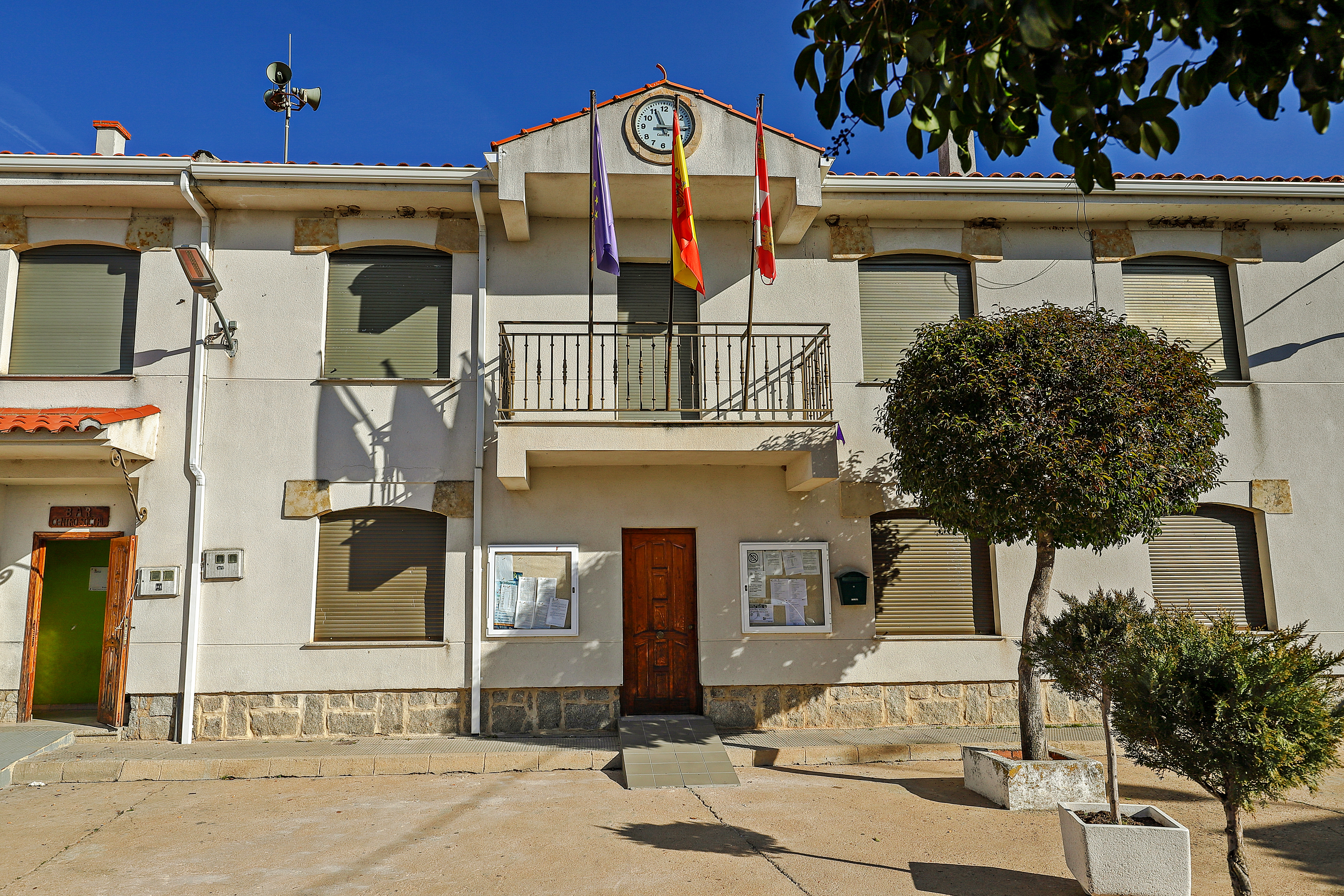
Ayuntamiento

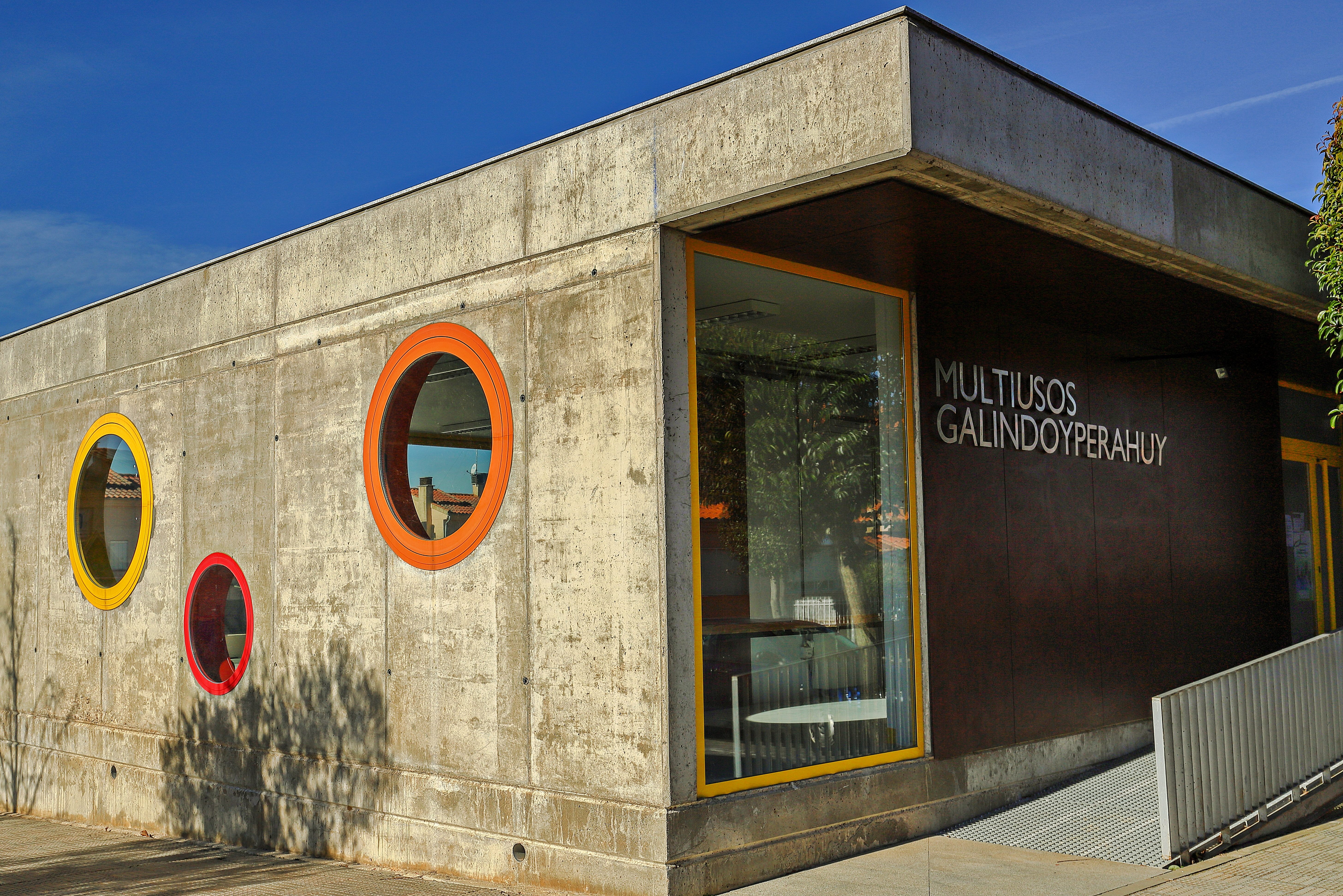
Edificio multiusos

### Los primeros pobladores
La presencia de primeros pobladores de entre 3000 a 1500 a. C., está demostrada por la presencia de al menos cuatro monumentos megalíticos, dos dólmenes y dos cámaras, San Benito de la Valmuza, La Torrecilla, la Iglesia y Carrascalino, todo ello indica quizás una de las más altas concentraciones de los mismos en el Campo de Salamanca y por consiguiente una alta tasa de población.

### Época prerromana y romana tardía
No consta la presencia de restos Vettones en el Término, aunque hay que señalar la presencia de un importante castro en la ciudad de Salamanca a unos 20 km. Existe una magnífica Villa Romana muy próxima, unos 4 km, río arriba, en San Julián de la Valmuza, es fácil que toda la vega de la Valmuza dependiera de esta Villa.

### Edad Media
La Repoblación se debió efectuar muy pronto, a principios del siglo XII, por varias razones. La vega de la Valmuza y afluentes estuvo explotada anteriormente, recordemos la Villa Romana. Los primeros repobladores siempre eran soldados a los que se les pagaba con tierras y había que tenerlos cerca del centro geopolítico de Salamanca. En su repoblación el territorio del municipio quedó integrado en el Reino de León.
Al analizar lo único que prácticamente nos queda, los nombres, debemos confiar en los amanuenses medievales que por cierto, eran bastante meticulosos en la transcripción sucesiva de nombres de lugares y en el respeto del original, por otra parte los nuevos nombre siempre eran descriptivos de alguna característica peculiar importante.
Santo Tomé del Colledo es nombre gallego (Santo Tomas del Collado en castellano), los repobladores gallegos solían poner un nombre de santo, el idioma gallego era uno de los empleados en el reino leonés.
Galindo, existen pocos lugares con este nombre en España, curiosamente en Salamanca hay lugares que comparten parte del nombre, Galinduste o Galisancho, proviniendo los tres de la misma época y derivando del germano Gail (lanza). Galindo sería hombres de lanza, Galisancho lanzas de Sancho, Galinduste lanzas de Yuste. No olvidemos que los borgoñones de Raimundo de Borgoña (yerno del rey Alfonso VI de León a quien se encargó la repoblación de la zona) eran más germanos que francos.
Por último Perahuy, este nombre es el que proporciona más información sobre la repoblación, se puede descomponer en Pera Ahuy, Pera, es Pedro en gallego, recordemos a Peransurez coetáneo de Raimundo de Borgoña (castellanizado como Pedro Ansurez) y Ahuy es un pueblecito cercano a Dijon en Borgoña, lugar de nacimiento de Raimundo de Borgoña, padre del rey Alfonso VII de León, y tío del primer rey de Portugal, por lo que se deduce que entregó el lugar a uno de sus caballeros Pedro de Ahuy.

### Edad Moderna y fundación de los núcleos de población actuales
La primera relación de algunos de los actuales nombres de centros de población y alquerías cercanas se han encontrado en el censo de 1591. En él se recogen ya poblados Monte la Rad, Galindo y Perahuy, Miranda de Pericalvo, Pericalvo, Torre de Martín Pascual, Escobos, Santo Tomé de Colledo, San Benito de la Valmuza, Campo Charro, El Encinar, San Justo de Valmuza. Cabe destacar que Galindo, Perahuy y Santo Tomé aparecen como núcleo agrupado de población. 
En el gran censo de Floridablanca de finales del siglo XVIII, aparecen los centros de población con su categoría administrativa siendo, los que nos atañen, todos ellos lugares y alquerías de realengo, la mayoría con alcalde pedáneo. En este sentido, durante las sucesivas repoblaciones, se repartió la propiedad de las tierras entre el rey, los nobles, órdenes militares e Iglesia, los propietarios acomodaban las familias para que trabajasen en régimen de servidumbre o de arrendamiento las fincas. Las de realengo son las correspondientes al rey, la presencia de un alcalde pedáneo nos indica un núcleo de población de cierta importancia económica y poblacional.
Con la creación de las actuales provincias en 1833, Galindo y Perahuy quedó encuadrado en la provincia de Salamanca, dentro de la Región Leonesa. Entre los años 1976 y 1981 estuvo integrado en el municipio de Barbadillo.

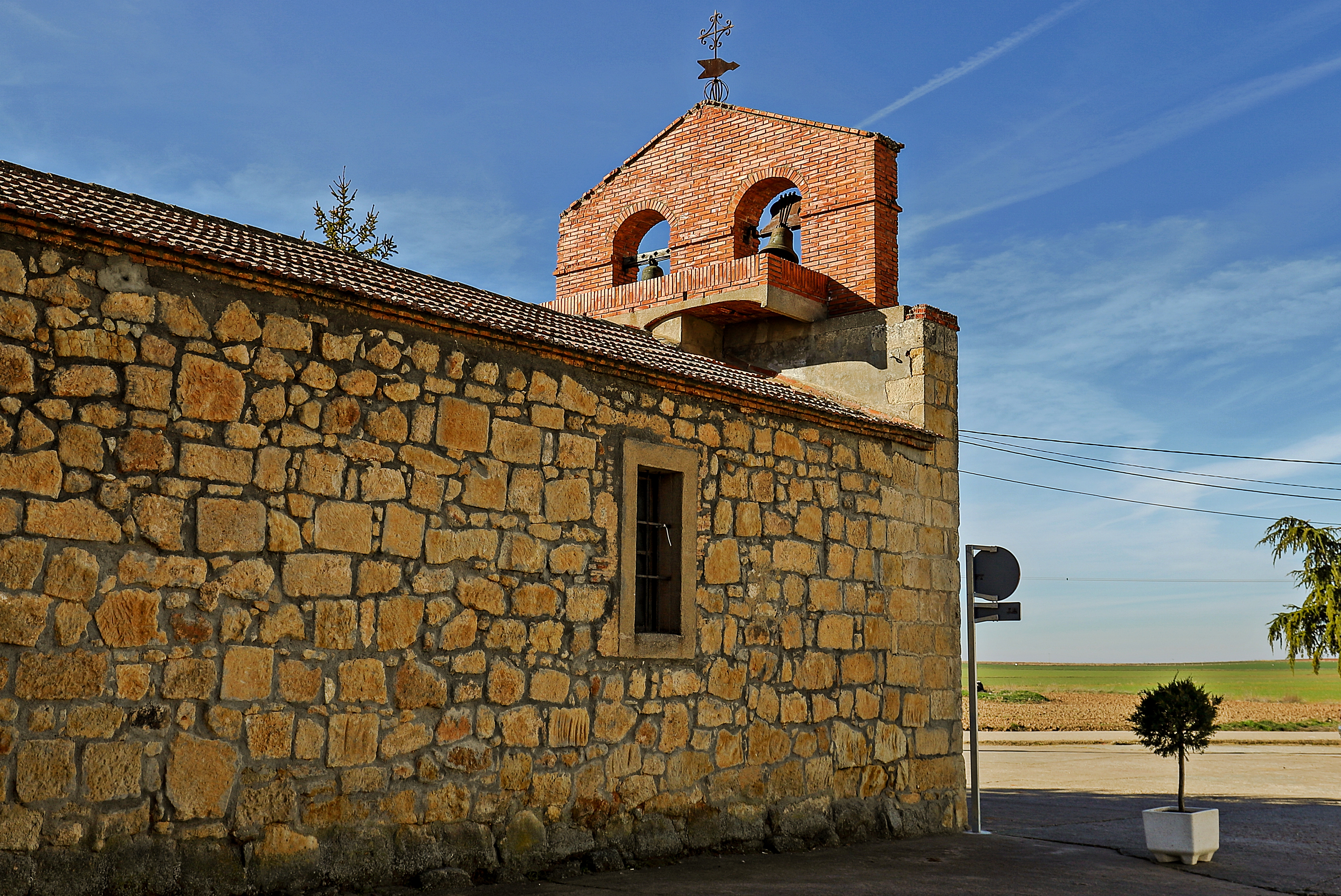
Espadaña de la iglesia

## Demografía
Galindo y Perahuy cuenta con una población de 704 habitantes (INE 2024).
| Gráfica de evolución demográfica de Galindo y Perahuy entre 1842 y 2021 |
| |
| Población de derecho según los censos de población del INE Población de hecho según los censos de población del INEEn estos censos se denominaba Galindo Perahúy: 1887, 1897, 1900, 1910, 1920, 1930, 1940 y 1970 Entre el censo de 1991 y el anterior, aparece este municipio porque se segrega del municipio 37040 (Barbadillo) Entre el censo de 1981 y el anterior, este municipio desaparece porque se agrupa en el municipio 37040 (Barbadillo) |

En los últimos años ha visto incrementada ligeramente su población gracias a urbanizaciones anexas o comprendidas dentro de su municipalidad.

### Población por núcleos
Desglose de población según el Padrón Continuo por Unidad Poblacional del INE.
| Núcleos                     | Habitantes (2017) | Varones | Mujeres | Porcentaje |
| --------------------------- | ----------------- | ------- | ------- | ---------- |
| Campo Charro                | 1                 | 1       | 0       | 0,14%      |
| El Encinar                  | 4                 | 2       | 2       | 0,57%      |
| Escobos                     | 3                 | 2       | 1       | 0,43%      |
| Galindo y Perahuy (capital) | 248               | 143     | 105     | 35,28%     |
| Miranda de Pericalvo        | 20                | 11      | 9       | 2,84%      |
| Monte la Rad                | 412               | 240     | 172     | 58,61%     |
| Pericalvo                   | 11                | 7       | 4       | 1,56%      |
| San Benito de la Valmuza    | 0                 | 0       | 0       | 0%         |
| San Justo de Valmuza        | 0                 | 0       | 0       | 0%         |
| Santo Tomé de Colledo       | 0                 | 0       | 0       | 0%         |
| Torre de Martín Pascual     | 4                 | 3       | 1       | 0,57%      |

## Monumentos y lugares de interés

### Iglesia parroquial de Santo Tomás Apóstol
Iglesia construida en 1835, bajo la advocación de Nuestra Señora la Virgen María. Antes de construir esta iglesia los habitantes del pueblo iban a la iglesia de un convento desaparecido en la actualidad que había en la localidad de Santo Tomé, que forma parte del municipio. En el año 1835 se traslada la iglesia del convento de Santo Tome a Galindo. De ese mismo anejo se ha recuperado la pila bautismal, que en la actualidad está al lado de la iglesia, siendo románica, del siglo XI. Dentro de la iglesia se conserva un cuadro de la virgen purísima copia de uno que se encuentra en el convento de las Agustinas e iglesia de la Purísima de Salamanca. Este cuadro pudo estar en un convento agustino de Miranda de Pericalvo, también anejo del municipio, que con la desaparición del convento, pasó a la ya desaparecida escuela de niñas del pueblo. Tras ser rescatado por una vecina, se encuentra en la iglesia parroquial. La iglesia ha tenido varios retablos cedidos por ciudadanos del pueblo, en la actualidad esta en piedra desnuda y del último retablo quemado, queda el cristo y el Sagrario.

## Cultura

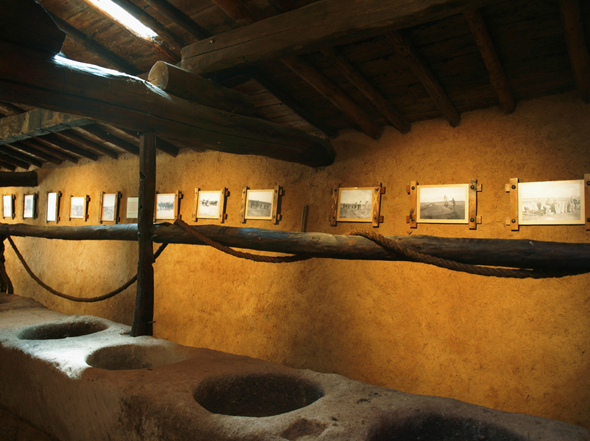
Museo de labranza tradicional, comedor de ganado restaurado y convertido en parte del museo

El pueblo cuenta con un equipo de fútbol no federado, que juega en el campo municipal de fútbol Rodríguez Castro llamado así en honor a la santa Salmantina Bonifacia Rodríguez Castro. Una piscina en el complejo de piscinas municipales y un polideportivo-frontón al aire libre. El pueblo es la sede de una asociación sin ánimo de lucro que recrea antiguas labores de labranza antigua. En fiestas, el día del niño se hace un recorrido en el tren y hay atracciones.
Rodear la hoguera la noche del 12 de diciembre, víspera de Santa Lucía patrona del pueblo, el martes de carnaval el Ayuntamiento invita a todo el pueblo a longaniza, queso y escabeche en el centro social esta costumbre data de más de 60 años.
Se puede visitar la iglesia y la pila bautismal del siglo XII, el hotel La Rad y la escuela de equitación (en las urbanizaciones), la piscina municipal, el campo de fútbol de hierba, el centro de turismo rural y el museo de labranza tradicional en los que se puede ver una exposición entnografica de labranza muy interesante, alguna ruta de las cañadas agropecuarias con un paisaje propio de tierras de cultivo castellano y leonesas o de la dehesa salmantina.

## Administración y política

### Gobierno municipal
| Periodo   | Nombre                                 | Partido | Partido                                            |
| --------- | -------------------------------------- | ------- | -------------------------------------------------- |
| 1979-1983 | Valentín Rodríguez                     |         | Comisión gestora                                   |
| 1983-1991 | Valentín Rodríguez Fernández del Campo |         | Centro Democrático y Social (CDS)                  |
| 1991-2007 | José Luis de Paz García                |         | Partido Socialista Obrero Español (PSOE)           |
| 2007-2011 | Óscar Martín García                    |         | Partido Popular (PP)                               |
| 2011-2015 | Ramón Hernández                        |         | Partido Socialista Obrero Español (PSOE)           |
| 2015-2016 | Victoriano López Rubio                 |         | Partido Popular (PP)                               |
| 2016-2023 | Jesús Rodríguez                        |         | Independientes de Galindo y Perahuy (GyP-La Rad)   |
| 2023-act. | Raúl Lucas                             |         | Urbanizaciones Unidas con Galindo y Perahuy (UUGP) |

| Partido político                                   | 2023  | 2023  | 2023       | 2019  | 2019  | 2019       | 2015  | 2015  | 2015       | 2011  | 2011  | 2011       | 2007  | 2007  | 2007       | 2003  | 2003  | 2003       |
| Partido político                                   | %     | Votos | Concejales | %     | Votos | Concejales | %     | Votos | Concejales | %     | Votos | Concejales | %     | Votos | Concejales | %     | Votos | Concejales |
| Urbanizaciones Unidas con Galindo y Perahuy (UUGP) | 39,21 | 169   | 3          | —     | —     | —          | —     | —     | —          | —     | —     | —          | —     | —     | —          | —     | —     | —          |
| Independientes de Galindo y Perahuy (GyP-La Rad)   | 23,66 | 102   | 2          | 26,56 | 115   | 2          | 26,65 | 113   | 2          | 29,59 | 194   | 2          | 21,26 | 81    | 1          | —     | —     | —          |
| Partido Socialista Obrero Español (PSOE)           | 17,16 | 74    | 1          | 13,16 | 57    | 1          | 19,81 | 84    | 1          | 22,91 | 96    | 2          | 24,15 | 92    | 2          | 71,74 | 231   | 5          |
| Partido Popular (PP)                               | 13,68 | 59    | 1          | 19,17 | 83    | 1          | 31,13 | 132   | 3          | 44,63 | 187   | 3          | 51,44 | 196   | 4          | 25,16 | 81    | 2          |
| Vox                                                | 3,48  | 15    | 0          | —     | —     | —          | —     | —     | —          | —     | —     | —          | —     | —     | —          | —     | —     | —          |
| Ciudadanos (CS)                                    | 2,32  | 10    | 0          | 14,09 | 61    | 1          | —     | —     | —          | —     | —     | —          | —     | —     | —          | —     | —     | —          |
| Agrupación de Electores Monte de la Rad (AE-MdeR)  | —     | —     | —          | 26,33 | 114   | 2          | 20,75 | 88    | 1          | —     | —     | —          | —     | —     | —          | —     | —     | —          |
| Coalición SI por Salamanca (SI)                    | —     | —     | —          | —     | —     | —          | —     | —     | —          | 31,65 | 25    | 0          | —     | —     | —          | —     | —     | —          |
| Unión del Pueblo Salmantino (UPSa)                 | —     | —     | —          | —     | —     | —          | —     | —     | —          | —     | —     | —          | —     | —     | —          | 2,04  | 2     | 0          |

#### Evolución de la deuda viva municipal
El concepto de deuda viva contempla solo las deudas con cajas y bancos relativas a créditos financieros, valores de renta fija y préstamos o créditos transferidos a terceros, excluyéndose, por tanto, la deuda comercial. La deuda viva municipal por habitante en 2014 ascendía a 121,55 €.
| Gráfica de evolución de la deuda viva del Ayuntamiento entre 2008 y 2024                                    |
| |
| Deuda viva del Ayuntamiento de Galindo y Perahuy, en miles de euros, según datos del Ministerio de Hacienda |